# Lukas (dessinateur)
Pour les articles homonymes, voir Lukas.
Lukas est le nom de plume de Renzo Pecchenino (dont le nom complet est Renzo Antonio Giovanni Pecchenino Raggi), né le 29 mai 1934 à Ottone, en Italie et mort le 7 février 1988 à Viña del Mar au Chili, un illustrateur et caricaturiste chilien.

## Résumé biographique
Il est âgé de douze ans lorsque ses parents émigrent d'Italie pour s'établir au Chili, dans le port de Valparaíso, où il passera ensuite toute sa vie. Il fait des études d'architecture à l'université pontificale catholique de Valparaíso, mais abandonne cette carrière pour se consacrer au dessin.
En 1958 il entre comme caricaturiste au journal La Unión de Valparaíso, où il prend le pseudonyme de Lukas,.
En avril 1964, il se marie avec María Teresa Losos Koyck avec laquelle il aura cinq enfants. En 1966, ses dessins sont publiés dans El Mercurio de Valparaíso. Il travaille ensuite pour les quotidiens El Mercurio et La Segunda (en) à Santiago. En 1977, il crée son personnage le plus connu, Don Memorario, qui fait son apparition dans les pages du journal El Mercurio où il se livre à des commentaires sur l'actualité nationale.
Il réalise de nombreux travaux de commande pour des publications nationales et étrangères, pour la poste chilienne, pour des agences publicitaires et pour la télévision. En 1981, il se voit décerner le Prix national de journalisme du Chili. En 1987, son œuvre est reconnue par le gouvernement, et il obtient la nationalité chilienne.
Renzo Pecchenino meurt d'un cancer en 1988 . 
Son œuvre a été compilée par la fondation qui porte son nom, qui en assure également la diffusion.